# 托马什·希卡
托马什·希卡（捷克語：Tomáš Hyka，1993年3月23日—），捷克男子冰球运动员，场上位置是前锋。他曾代表捷克国家队参加2022年冬季奥林匹克运动会冰球比赛，获得第九名。